# Idiocera (Idiocera) octoapiculata
Idiocera (Idiocera) octoapiculata is een tweevleugelige uit de familie steltmuggen (Limoniidae). De soort komt voor in het Palearctisch gebied.